# Дельта Овна
Дельта Овна или Ботейн (δ Овна, δ Ari / δ Arietis) — звезда в созвездии Овна, расположена на расстоянии 168 световых лет от Земли.
Она также имеет традиционное название Ботейн, Botein, которое происходит от арабского buţain, بطن baţn, означающее «брюхо».

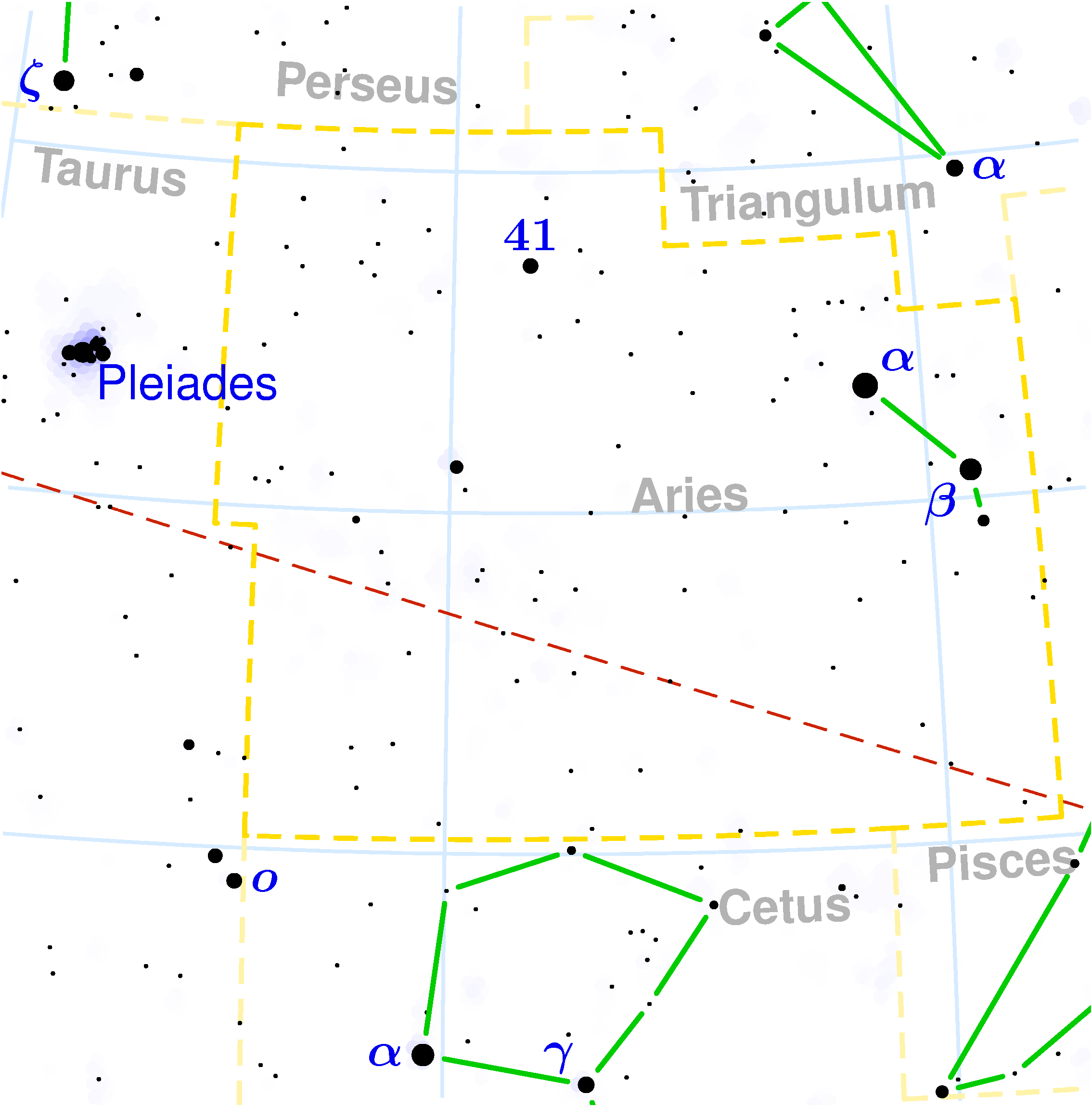
Созвездие Овна.

δ Овна — оранжевый гигант. Видимый блеск +4.35. Её диаметр в 11 раз больше диаметра Солнца, а температура варьируется в пределах 3500-5000 по Кельвину. Дельта Овна является переменной звездой.